# Sanna Lüning
Sanna Maria Lüning, född den 2 juni 1971 i Stockholm, har varit SVT:s latinamerikakorrespondent, Hon har bland annat rapporterat om räddningsprojektet i San José-gruvan i Chile, som fick sin upplösning den 14 oktober 2010. Hon har arbetat på SVT sedan 1997 på nyhetsprogram: Rapport /Aktuellt.